# Volta à Flandres de 2016
A 100.ª edição da Volta à Flandres foi uma clássica ciclista que se disputou a 3 de abril de 2016 na Bélgica sobre um percurso de 255,9 km entre as cidades de Bruges e Oudenaarde.
Fez parte do UCI WorldTour de 2016, sendo o 2.º monumento da temporada ciclística, correspondente à oitava carreira do calendário de máxima categoria mundial.
Peter Sagan foi o ganhador da prova depois de um ataque na última ascensão da carreira, o Paterberg, e estar fugido os últimos 13 km. Foi acompanhado no pódio por Fabian Cancellara e Sep Vanmarcke.

## Percurso

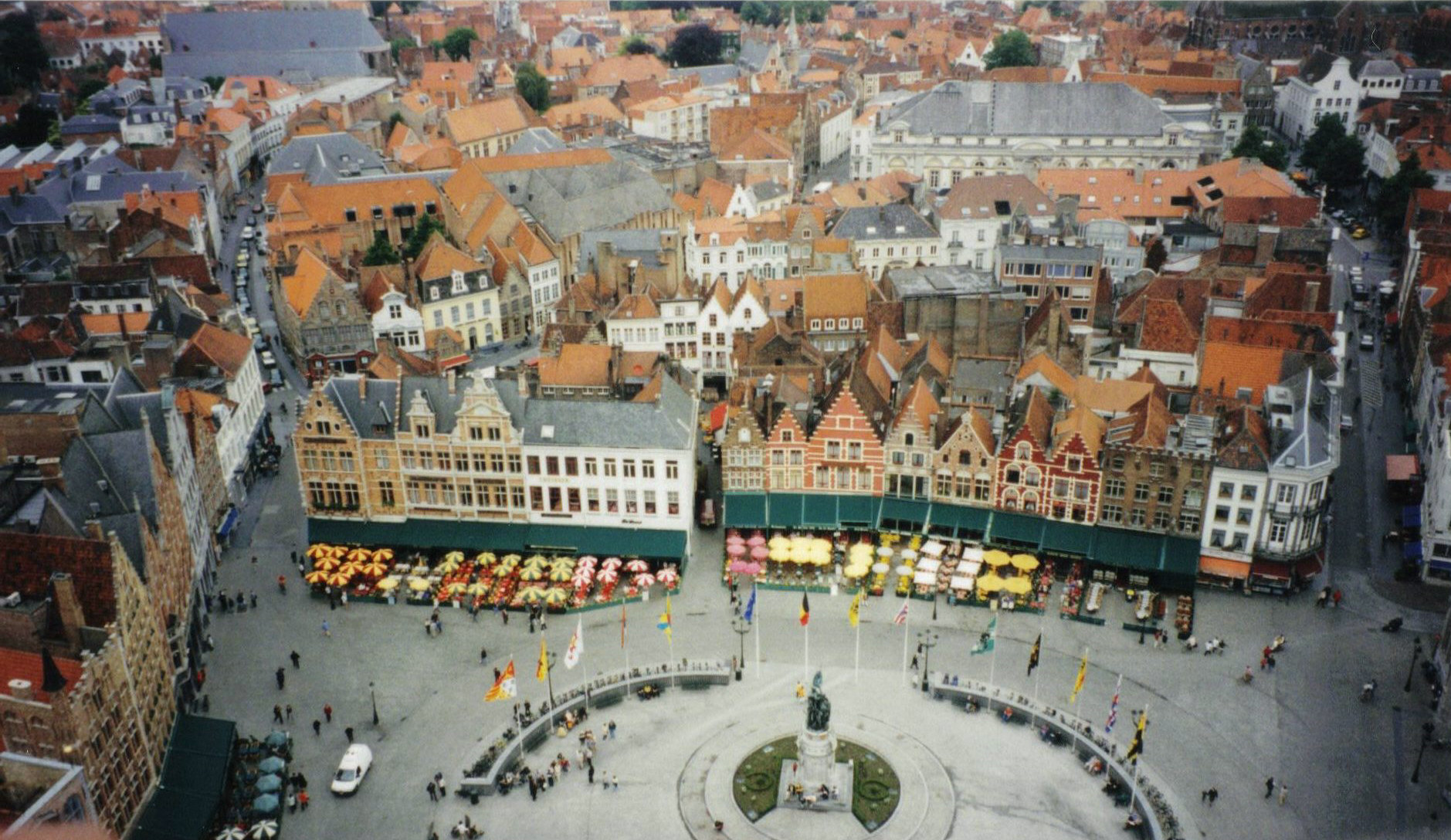
A Praça do mercado em Bruges, palco do início da edição 100 do Volta à Flandres

A carreira começou na praça do mercado de Bruges antes de dirigir ao sul de Torhout, lugar de nascimento do fundador da prova Karel Van Wijnendaele, e posteriormente a Roeselare e Tielt.
A carreira entrou na província de Flandres Oriental, em Zulte, para continuar ao sudeste por Kruishoutem e Oudenaarde, marcando o início da zona mais montanhosa da prova: as Ardenas flamengas. A rota contou com três subidas ao Oude Kwaremont e duas subidas ao Paterberg por dois circuitos independentes entre a cada ascensão.
O final de carreira iniciou-se a 45 km da meta com a ascensão ao Koppenberg, que tinha trechos de 22% de desnível, a pendente crescente mais alta de toda a prova, antes de dirigir às subidas de Steenbeek Dries, Taaienberg, Kruisberg e as ascensões finais de Oude Kwaremont e Paterberg. Os 13 últimos quilómetros foram completamente planos, terminando a carreira em Oudenaarde.
Ao todo a carreira contou com 18 muros e 7 trechos de pavé.

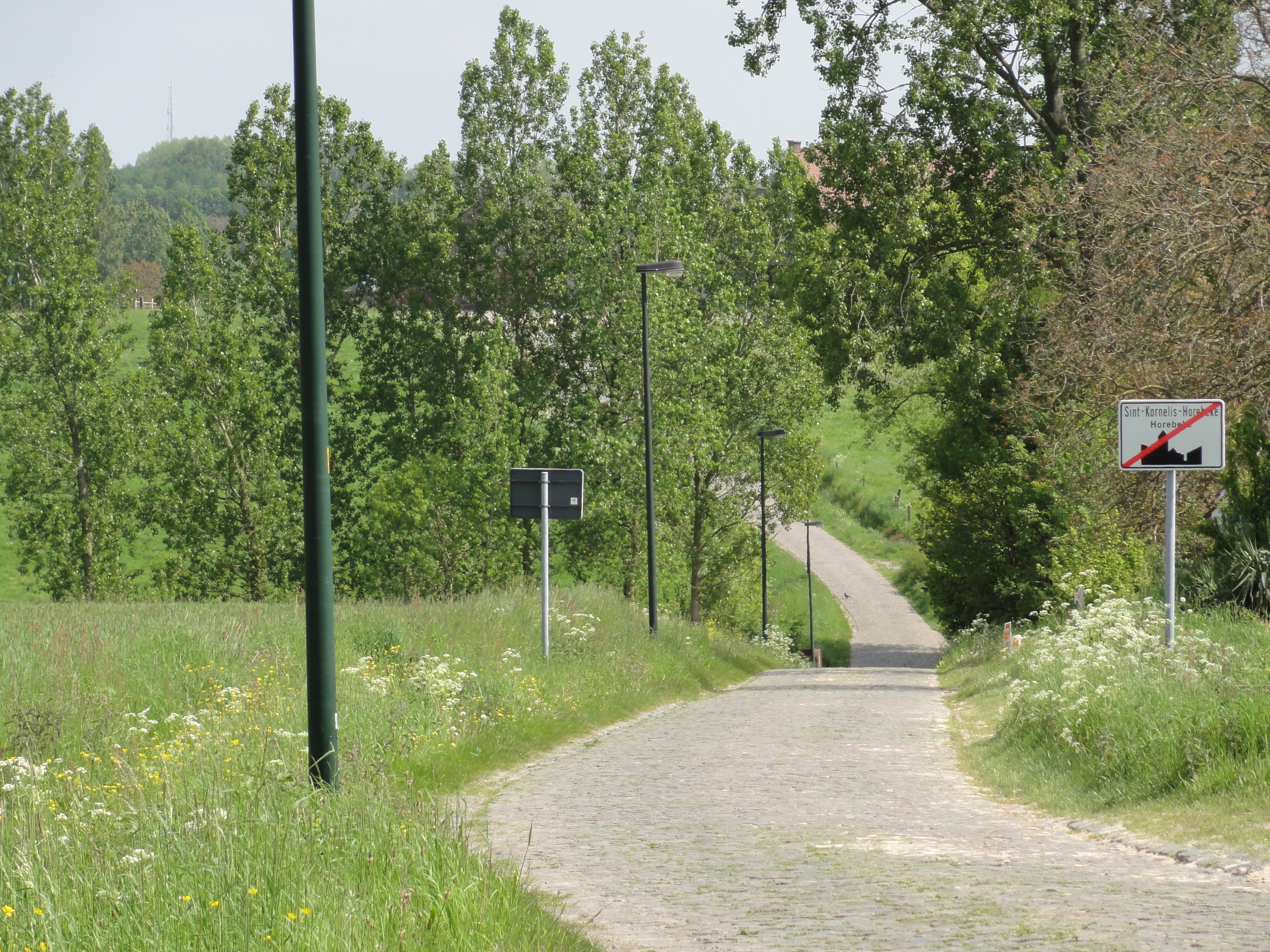
Haaghoek em Sint-Kornelis-Horebeke foi o penúltimo trecho de sector de pavé da carreira, a 101 km da chegada

| Muros  | Muros          | Muros | Muros   | Muros           | Muros              | Muros               |
| Número | Nome           | Km    | Tipo    | Comprimento (m) | Pendente média (%) | Pendente máxima (%) |
| ------ | -------------- | ----- | ------- | --------------- | ------------------ | ------------------- |
| 1      | Oude Kwaremont | 152   | pavé    | 2200            | 4.2%               | 11%                 |
| 2      | Kortekeer      | 141   | asfalto | 1000            | 6.4%               | 17.1%               |
| 3      | Eikenberg      | 134   | pavé    | 1300            | 6.2%               | 11%                 |
| 4      | Wolvenberg     | 130   | asfalto | 666             | 6.8%               | 17.3%               |
| 5      | Molenberg      | 118   | pavé    | 463             | 7%                 | 14.2%               |
| 6      | Leberg         | 97    | asfalto | 700             | 6.1%               | 14%                 |
| 7      | Berendries     | 93    | asfalto | 940             | 7.1%               | 12.4%               |
| 8      | Valkenberg     | 88    | asfalto | 875             | 9%                 | 15%                 |
| 9      | Kaperij        | 77    | asfalto | 1250            | 5%                 | 8%                  |
| 10     | Kanarieberg    | 70    | asfalto | 1000            | 7.7%               | 14%                 |
| 11     | Oude Kwaremont | 54    | pavé    | 2200            | 4.2%               | 11%                 |
| 12     | Paterberg      | 51    | pavé    | 400             | 12.5%              | 20%                 |
| 13     | Koppenberg     | 44    | pavé    | 600             | 11.6%              | 22%                 |
| 14     | Steenbeekdries | 39    | pavé    | 820             | 7.6%               | 12.8%               |
| 15     | Taaienberg     | 36    | pavé    | 820             | 7.1%               | 18%                 |
| 16     | Kruisberg      | 26.5  | asfalto | 2500            | 5%                 | 9%                  |
| 17     | Oude Kwaremont | 16    | pavé    | 2200            | 4.2%               | 11%                 |
| 18     | Paterberg      | 13    | pavé    | 400             | 12.5%              | 20%                 |

| 1 | Huisepontweg     | 173 | 1600 |
| 2 | Ruitersstraat    | 130 | 800  |
| 3 | Mater-Kerkgate   | 127 | 2650 |
| 4 | Jagerij          | 124 | 800  |
| 5 | Paddestraat      | 113 | 2300 |
| 6 | Haaghoek         | 101 | 2000 |
| 7 | Mariaborrestraat | 40  | 2000 |

## Equipas participantes
Tomaram parte na carreira 25 equipas: os 18 UCI ProTeam (ao ter assegurada e ser obrigatória a sua participação), mais 7 equipas Profissionais Continentais convidados pela organização. Esta edição contou com a volta de destacados ciclistas com aspirações a ganhar a carreira, como Fabian Cancellara e Tom Boonen, que na passada edição não puderam competir. Todas as equipas estiveram formados por 8 ciclistas, completando um pelotão de 200 corredores. As equipas participantes foram:
| Equipa                      | Cód. UCI | Categoria                |
| --------------------------- | -------- | ------------------------ |
| Team Katusha                | KAT      | UCI ProTeam              |
| Tinkoff                     | TNK      | UCI ProTeam              |
| Etixx-Quick Step            | EQS      | UCI ProTeam              |
| Lotto-Soudal                | LTS      | UCI ProTeam              |
| Trek-Segafredo              | TFS      | UCI ProTeam              |
| Team Lotto NL-Jumbo         | TLJ      | UCI ProTeam              |
| Team Sky                    | SKY      | UCI ProTeam              |
| BMC Racing Team             | BMC      | UCI ProTeam              |
| Dimension Data              | DDD      | UCI ProTeam              |
| AG2R La Mondiale            | ALM      | UCI ProTeam              |
| Astana Pro Team             | AST      | UCI ProTeam              |
| Cannondale Pro Cycling Team | CPT      | UCI ProTeam              |
| FDJ                         | FDJ      | UCI ProTeam              |
| IAM Cycling                 | IAM      | UCI ProTeam              |
| Lampre-Merida               | LAM      | UCI ProTeam              |
| Movistar Team               | MOV      | UCI ProTeam              |
| Orica GreenEDGE             | OGE      | UCI ProTeam              |
| Team Giant-Alpecin          | TGA      | UCI ProTeam              |
| Topsport Vlaanderen-Baloise | TSV      | Profissional Continental |
| Wanty-Groupe Gobert         | WGG      | Profissional Continental |
| Bora-Argon 18               | BOA      | Profissional Continental |
| CCC Sprandi Polkowice       | CCC      | Profissional Continental |
| Direct Énergie              | DEN      | Profissional Continental |
| Roompot Oranje Peloton      | ROP      | Profissional Continental |
| Southeast-Venezuela         | STH      | Profissional Continental |

## Classificação final
- As classificações finalizaram da seguinte forma:[2]

| Posição | Ciclista           | Equipa              | Tempo           |
| ------- | ------------------ | ------------------- | --------------- |
| 1.º     | Peter Sagan        | Tinkoff             | 6 h 10 min 37 s |
| 2.º     | Fabian Cancellara  | Trek-Segafredo      | a 25 s          |
| 3.º     | Sep Vanmarcke      | LottoNL-Jumbo       | a 28 s          |
| 4.º     | Alexander Kristoff | Katusha             | a 49 s          |
| 5.º     | Luke Rowe          | Sky                 | m.t             |
| 6.º     | Dylan Van Baarle   | Cannondale          | m.t             |
| 7.º     | Imanol Erviti      | Movistar            | m.t             |
| 8.º     | Zdeněk Štybar      | Etixx-Quick Step    | m.t             |
| 9.º     | Dimitri Claeys     | Wanty-Groupe Gobert | m.t             |
| 10.º    | Niki Terpstra      | Etixx-Quick Step    | m.t             |

| 11.º | Lars Boom           | Astana           | m.t            |
| 12.º | Geraint Thomas      | Sky              | m.t            |
| 13.º | Stijn Vandenbergh   | Etixx-Quick Step | a 56 s         |
| 14.º | Alexey Lutsenko     | Astana           | a 1 min        |
| 15.º | Tom Boonen          | Etixx-Quick Step | m.t            |
| 16.º | Daniel Oss          | BMC Racing Team  | a 1 min 02 seg |
| 17.º | Jürgen Roelandts    | Lotto-Soudal     | a 1 min 16 seg |
| 18.º | Laurens De Vreese   | Astana           | m.t            |
| 19.º | Jean-Pierre Drucker | BMC Racing Team  | m.t            |
| 20.º | Scott Thwaites      | Bora-Argon 18    | m.t            |

## UCI World Tour
O Tour de Flandres outorgou pontos para o UCI WorldTour de 2016, para corredores de equipas nas categorias UCI ProTeam, Profissional Continental e Equipas Continentais. A seguinte tabela corresponde ao barómetro de pontuação:
| Posição   | 1.º | 2.º | 3.º | 4.º | 5.º | 6.º | 7.º | 8.º | 9.º | 10.º |
| Pontuação | 100 | 80  | 70  | 60  | 50  | 40  | 30  | 20  | 10  | 4    |

| Posição | Ciclista           | Equipa              | Pontos |
| ------- | ------------------ | ------------------- | ------ |
| 1.º     | Peter Sagan        | Tinkoff             | 100    |
| 2.º     | Fabian Cancellara  | Trek-Segafredo      | 80     |
| 3.º     | Sep Vanmarcke      | LottoNL-Jumbo       | 70     |
| 4.º     | Alexander Kristoff | Katusha             | 60     |
| 5.º     | Luke Rowe          | Sky                 | 50     |
| 6.º     | Dylan Van Baarle   | Cannondale          | 40     |
| 7.º     | Imanol Erviti      | Movistar            | 30     |
| 8.º     | Zdeněk Štybar      | Etixx-Quick Step    | 20     |
| 9.º     | Dimitri Claeys     | Wanty-Groupe Gobert | 10     |
| 10.º    | Niki Terpstra      | Etixx-Quick Step    | 4      |

Ademais, também outorgou pontos para o UCI World Ranking (classificação global de todas as carreiras internacionais).
| Posição   | 1.º | 2.º | 3.º | 4.º | 5.º | 6.º | 7.º | 8.º | 9.º | 10.º |
| Pontuação | 500 | 400 | 325 | 275 | 225 | 175 | 150 | 125 | 100 | 85   |

| Posição | Ciclista           | Equipa              | Pontos |
| ------- | ------------------ | ------------------- | ------ |
| 1.º     | Peter Sagan        | Tinkoff             | 500    |
| 2.º     | Fabian Cancellara  | Trek-Segafredo      | 400    |
| 3.º     | Sep Vanmarcke      | LottoNL-Jumbo       | 325    |
| 4.º     | Alexander Kristoff | Katusha             | 275    |
| 5.º     | Luke Rowe          | Sky                 | 225    |
| 6.º     | Dylan Van Baarle   | Cannondale          | 175    |
| 7.º     | Imanol Erviti      | Movistar            | 150    |
| 8.º     | Zdeněk Štybar      | Etixx-Quick Step    | 125    |
| 9.º     | Dimitri Claeys     | Wanty-Groupe Gobert | 100    |
| 10.º    | Niki Terpstra      | Etixx-Quick Step    | 85     |